# Mary Walcott
Mary Walcott fue una de las chicas "afligidas" llamadas como testigos en los juicios de brujas de Salem en 1692-1693.

## Vida
Nació el 5 de julio de 1675, fue hija del Capitán Jonathan Wolcott (1639 - 1699), y Mary Sibley (o Sibly; 1644 - 1683), ambos de Salem, tenía aproximadamente diecisiete años cuándo empezaron las acusaciones en 1692. Su tía, Mary Wolcott, esposa de Samuel Sibley (o Sibly; 1657–1708), fue la primera persona que mostró a Tituba y John Indian, esposo de Tituba, cómo hornear un "pastel de brujas" para alimentar a un perro para que ella y sus amigas pudieran constatar exactamente quien era el que les afligía. Joseph B. Felt cita en Los Anales de Salem, ed. (1849), vol. 2, p. 476 [de los registros de ciudad]: 

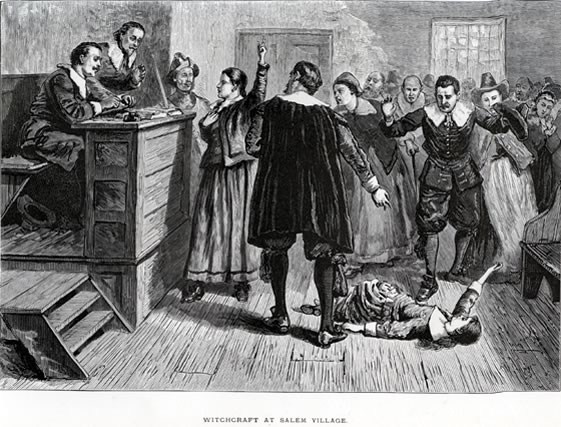
Juicios de brujas en Salem

11 de marzo de 1692 – "Mary, esposa de Samuel Sibley, habiendo sido suspendida de comunión con la iglesia allí, por los consejos que le dio a John (marido de Tituba) para hacer el experimento anterior, se restaura en la confesión de que su propósito era inocente."

## Matrimonio
Mary Walcott se casó con Isaac Farrar, hijo de John Farrar de Woburn, Massachusetts, el 28 de abril de 1696. Tuvieron varios niños y niñas, eventualmente se mudaron a Townsend, Massachusetts. Ella se casó en segundas nupcias con David Harwood en 1701 en Sutton, Massachusetts. Tuvieron nueve hijos:
1. Mary Harwood, b. Abt. 1702.; d. Abt. 1753.
2. Emma Harwood, b. Abt. 1705. (m. Ebenezer Macintyre, 23 de mayo de 1728).
3. Hannah Harwood, b. Abt. 1706; (m. Ebenezer Twiss, Abt. 1752).
4. David Harwood, b. Abt. 1708, Salem, Condado Essex, Massachusetts; d. 22 de agosto de 1781, Sutton, Condado Worcester, Massachusetts; (m. Margaret Cox, Marcha 13, 1730/31, Salem, Essex Cnty, Massachusetts).
5. Elizabeth Harwood, b. Abt. 1711; d. Abt. 1738; (m. Benjamin Moulton, octubre 1734).
6. Ezra Harwood, b. Abt. 1715.
7. Alice Harwood, b. Abt. 1720, Salem, Massachusetts(m. Jonathan Nourse Jr., 12 de agosto de 1743).
8. Absalom Harwood, b. Abt. 1723; (m. Anna Boyce, 23 de septiembre de 1748).
9. Solomon Harwood, b. Abt. 1725; (m. Abigail Phelps, 20 de diciembre de 1748; m. Sarah Taylor 4 de diciembre de 1752).

## Últimos años
Se mudaron a Sutton alrededor de 1729, dejando a la mayoría de sus descendientes viviendo en Salem. David era tejedor, murió antes de 1744. Mary Walcott Harwood probablemente murió antes de 1752.